# Мартіньї-Спортс (футбольний клуб)
Мартіньї-Спортс (фр. Martigny-Sports) — швейцарський футбольний клуб з міста Мартіньї. 

## Історія
Клуб засновано 1917 року. З 1960 по 1962, з 1969 по 1976 та з 1983 по 1990 виступав у Національній лізі В. У сезоні 1987—1988 брав участь в прехідному турнірі за право виступати в Національній лізі А. Але в Групі В посіли передостаннє сьоме місце.
У 2017 клуб отримав нову спортивну арену «Стад д'Октодюр», яка вміщує 2 500 глядачів.

## Відомі гравці
- Владимир Петкович (1989–1990)